# Ernst Puchmüller
Ernst Puchmüller (* 7. März 1897 in Dassow; † 14. Juni 1976 in Rostock) war ein deutscher Widerstandskämpfer gegen den Nationalsozialismus, Erster Sekretär einer SED-Kreisleitung, VVN-Landesvorsitzender in Mecklenburg und Direktor einer Landesblindenanstalt.

## Leben
Ernst Puchmüller entstammte einer Handwerkerfamilie. Sein Vater war Schuhmacher. Nach dem Besuch der Volksschule erlernte er den Beruf des Bäckers. Während des Ersten Weltkrieges wurde er 1916 zum Heeresdienst einberufen und verlor am 4. Mai 1917 an der Westfront durch eine Kriegsverletzung zu 75 Prozent sein Augenlicht. Aus dem Heer heimgekehrt, wurde er in Dassow Landbriefträger. 1917 trat er in die Sozialdemokratische Partei Deutschlands (SPD) ein, und 1918 schloss er sich der Unabhängigen Sozialdemokratischen Partei Deutschlands (USPD) an und gehörte zu ihrem linken Flügel. Bei ihrer Auflösung trat er in die Kommunistische Partei Deutschlands (KPD) ein. Er ging nach Lübeck und leitete dort die Rote Hilfe (RH). 1932 wurde er mit dem Mandat der KPD in die Lübecker Bürgerschaft gewählt.
Nach der Machtübertragung an die NSDAP setzte er seine antifaschistische Arbeit illegal fort. Am 13. Oktober 1935 wurde er verhaftet, und am 12. Dezember 1936 verurteilte ihn ein Gericht im sogenannten „Lübecker Kommunistenprozess“ zu 13 Jahren Zuchthaus. Wegen seiner Erblindung entging er der Todesstrafe.
Als die NS-Herrschaft beseitigt war, beteiligte er sich an der Wiedergründung der KPD und gehörte zu ihrem Vorstand und zum Vorstand der späteren SED im Kreis Grevesmühlen. Er wurde Vorsitzender bzw. Sekretär der SED-Kreisleitung Schönberg. Im Februar 1947 wurde er der Vorsitzende des Vorbereitenden Ausschusses der Vereinigung der Verfolgten des Naziregimes (VVN) im Land Mecklenburg. Im November 1948 wurde er zum Direktor der Landesblindenanstalt bzw. des Rehabilitations-Zentrums für Blinde in Neukloster berufen. In den Jahren 1953/54 wurde er von Helmut Pielasch abgelöst. Anschließend war er erneut Direktor der Blindenanstalt bis 1967. Von Mai 1957 bis 1963 war er als Vizepräsident des Allgemeinen Deutschen Blindenverbandes der DDR tätig.
Seine Erfahrungen aus Widerstand und Verfolgung gab er weiter bei Zeitzeugengesprächen und durch eigene Veröffentlichungen.
Puchmüller lebte zuletzt als Veteran in Rostock.

## Auszeichnungen und Ehrungen
- 1955 Vaterländischer Verdienstorden in Bronze, 1962 in Silber und 1972 in Gold
- 1967 Orden Banner der Arbeit
- Im März 1957 wurde Puchmüller Ehrenbürger der Stadt Neukloster

## Veröffentlichungen
- Einer von vielen. Sozialistische Einheitspartei Deutschlands, Rostock 1958.
- Mit beiden Augen. VEB Hinstorff Verlag, Rostock 1964.
- Gestern – Heute – Morgen. Die Entwicklungsgeschichte der Blindenanstalt Neukloster. In: Neue Mecklenburgische Monatshefte. Jahrgang 1 und 2. Rostock, Schwerin, Neubrandenburg : Kulturbund zur demokratischen Erneuerung Deutschlands, 1956–57, S. 247–251.